# الإيحاء
الإيحاء أو الاستهواء أو التلقين هي العملية النفسية التي يوجه من خلالها الشخص أفكاره ومشاعره وسلوكياته المرغوبة أو لشخص آخر من خلال تقديم المحفزات التي قد تثيرها كرد فعل، بدلاً من الاعتماد على الجهد الواعي.
استخدم كتّاب القرن التاسع عشر في علم النفس مثل ويليام جيمس كلمتي "توحي" و"الإيحاء" في سياق فكرة معينة، قيل إنها توحي بفكرة أخرى عندما أتت تلك الفكرة إلى الذهن. ووسعت الدراسات العلمية الأولى عن التنويم المغناطيسي بواسطة كلارك ليونارد هال وآخرون معنى هذه الكلمات بمعنى خاص وتقني (هال، 1933).
استندت النظرية العصبية النفسية الأصلية لإيحاء التنويم المغناطيسي إلى الظهارة الفكرية الحركية التي أعلن عنها وليام بنجامين كاربنتر في عام 1852 وكانت المبدأ الذي جرى من خلاله إنتاج ظواهر جيمس برايد المنومة.